# West Beckham
West Beckham is een civil parish in het bestuurlijke gebied North Norfolk, in het Engelse graafschap Norfolk met 289 inwoners.